# Kusalyi Jakcs család
A  Kusalyi Jakchy (Jakch) család Szatmár vármegye és Erdély-ben Belső-Szolnok megye egyik mára már kihalt ősi családja.

## Története
A család ősi birtoka Kusaly volt, innen vette előnevét is.
Törzse Kőváry László szerint Kodun volt, akinek fia Ivánka, s ennek gyermekei Lewkes (Lőkös) és Jakch voltak.
Egyes vélemények szerint a Jakcsok a Gútkeled nemzetségből származnának, ezzel szemben Petri Mór állítása szerint talán Szatmár megyéből, talán éppen Portelekről származó kis nemesi család lehetett, mivel e megyében is voltak birtokai, de véleménye szerint is kétségtelen, hogy a Gutkeled nembeli Jakcs atyja Ivánka a Kusalyi Jakcs atyja Tamás volt a hitelesnek tartott oklevelek szerint is.
A Jakcs-család egyik őse, Jakab, építtette a zoványi monostort, valamint a kusalyi kolostort is a 15. század elején, ugyancsak a család tagjai építtették.
1422-ben János, László, Dénes és Mihály (György fiai), valamint Mihály, László, Dénes és Mihály (György fiai) meg Mihály és László (István fiai) kérésére, és 1423-ban Kusalyi Jakcs János közbenjárására a pápa és az erdélyi püspök megengedte, hogy a Ferenczrendi szerzetesek oda költözzenek.
1345-ben Iwanch mester Péterernek, Durug fiának fia egyrészről, másrészről pedig Lewkes és Jakch, Ivánkának, Kodun fiának fiai, Jakch helységen megegyeztek egymással a váradi káptalan előtt afelől, hogy Jackh helység Lőkös (Lewkes) és Jakch örökös birtoka marad.
A család korán felemelkedett. Több tagja viselt főbb hivatalt is.  Így Jachknak – kitől a családnév is eredt – egyik utóda György 1400-ban királyi főtárnokmester volt, másik utóda, Jakch Mihály (1414-1428) 1437-ben erdélyi vajda és a székelyek ispánja volt.
1430-ban György egyik fia Dienes váradi püspök, s ugyanekkor János szintén a székelyek ispánja, László Szatmár vármegye főispánja volt.
1444-ben Szatmár vármegye részéről az országgyűlés várnai ütközet előtt tett végzéseit László és Péter is aláírták, ebben az iratban Jakch Mihály erdélyi vajda is említve van.
A Jakchy (Jakch) családnak Bereg- és Szatmár megyében több helyen is volt birtoka: Bereg vármegyében Bene településen, Szatmár vármegyében 1427-ben Szentmártonban, Tiszabecsen, Garbolcon is  birtokosok voltak Istvánnak fiai Mihály és László, kiktől birtokaikat a Gachály család tagjai perelték el. 1440-ben pedig Gemzsén is volt birtokuk.
1445-ben Atya is Jackhy Mihályé lett, s tőle a Drágffy családhoz került. s még ez évben Jackhy Mihály birtoka lett Tiszakóród is, de Szabolcs vármegyében, Beszterecen is volt ekkor birtokuk.
1471-ben a Szatmár megyében lévő Oroszi (Vámosoroszi) is birtokába került.
1509-ben kusalyi Jakchy András birtokait Elleweulgyi János nádori ítélőmester kapta meg adományként.
1524-ben pedig Jakchy Mihály birtokainak egy részét Drágffy János, másik részét pedig Bekényi Bernát személynök kapta meg adományként.
1526-ban Kusalyi Jakchy Mihály Szapolyai János híveként részt vett a tokaji gyűlésen is. Neje ártánházi Bornemosza Anna volt, kitől három gyermeke született: Kata (Parlaghy Györgyné) 1589-ben, 1612-ben Mihály és Boldizsár.
Kászonról veszi előnevét a család egyik ága; ez ágból kászoni Jakchy László 1505-ben Bereg vármegye követe volt a rákosi országgyűlésen.
Szilágyságban is élt egy ága a családnak: György tárnokmester birtokos volt Szilágycseh, Sülelmed, Felsővárcza, Bikácza, Nyíres, Tóhát, Kusaly, Aranymező, Györgytelke helységeknek, és Görcsön felének; fiúi ágon.
1423-ban Kusalyi Jakcs György fiait Dénest és Jánost, valamint Jánosnak László és György nevű fiait a váradi káptalan által Zsigmond király iktatta be ugyancsak Szilágy vármegyében Karika település birtokába.
1490-ben Jakchy családbeliek birtokait hűtlenség miatt elkobozták.  Részüket Drágffy György vette meg zálog-címen.
A család 1581-ben kihalt, ősi sirboltja Kusalyban, egy hajdani várhely alatti templomban fekszik.